# Ancerville (Meuse)
Ancerville je francouzská obec v departementu Meuse v regionu Grand Est. V roce 2010 zde žilo 2 770 obyvatel. Je centrem kantonu Ancerville.

## Vývoj počtu obyvatel
Počet obyvatel